# Senatori del Nuovo Messico
Il Nuovo Messico è stato annesso agli Stati Uniti d'America il 6 gennaio 1912. I senatori del Nuovo Messico appartengono alle classi 1 e 2.
Gli attuali senatori sono i democratici Martin Heinrich e Ben Ray Lujàn

## Elenco dei senatori

### Classe 1
Partiti politici: 

  Democratico
  Repubblicano
| N.                                     | Foto                                   | Senatore                               | Partito                                | Carica                                 | Carica                                 | Storia elettorale                      | Mandato                                                                                          | Congresso                                     |
| N.                                     | Foto                                   | Senatore                               | Partito                                | Inizio                                 | Termine                                | Storia elettorale                      | Mandato                                                                                          | Congresso                                     |
| -------------------------------------- | -------------------------------------- | -------------------------------------- | -------------------------------------- | -------------------------------------- | -------------------------------------- | -------------------------------------- | ------------------------------------------------------------------------------------------------ | --------------------------------------------- |
| 1                                      |                                        | Thomas B. Catron (1840-1921)           | Repubblicano                           | 27 marzo 1912                          | 4 marzo 1917                           | Eletto nel 1912 Ritiratosi             | 1                                                                                                | 62º Congresso                                 |
| 1                                      | 63º Congresso                          | Thomas B. Catron (1840-1921)           | Repubblicano                           | 27 marzo 1912                          | 4 marzo 1917                           | Eletto nel 1912 Ritiratosi             | 1                                                                                                |                                               |
| 1                                      | 64º Congresso                          | Thomas B. Catron (1840-1921)           | Repubblicano                           | 27 marzo 1912                          | 4 marzo 1917                           | Eletto nel 1912 Ritiratosi             | 1                                                                                                |                                               |
| 2                                      |                                        | Andrieus A. Jones (1862-1927)          | Democratico                            | 4 marzo 1917                           | 20 dicembre 1927                       | Eletto nel 1916                        | 1                                                                                                | 65º Congresso                                 |
| 2                                      | 66º Congresso                          | Andrieus A. Jones (1862-1927)          | Democratico                            | 4 marzo 1917                           | 20 dicembre 1927                       | Eletto nel 1916                        | 1                                                                                                |                                               |
| 2                                      | 67º Congresso                          | Andrieus A. Jones (1862-1927)          | Democratico                            | 4 marzo 1917                           | 20 dicembre 1927                       | Eletto nel 1916                        | 1                                                                                                |                                               |
| 2                                      | Rieletto nel 1922 Deceduto             | Andrieus A. Jones (1862-1927)          | Democratico                            | 4 marzo 1917                           | 20 dicembre 1927                       | 1/2                                    | 68º Congresso                                                                                    |                                               |
| 2                                      | Rieletto nel 1922 Deceduto             | Andrieus A. Jones (1862-1927)          | Democratico                            | 4 marzo 1917                           | 20 dicembre 1927                       | 1/2                                    | 69º Congresso                                                                                    |                                               |
| 2                                      | Rieletto nel 1922 Deceduto             | Andrieus A. Jones (1862-1927)          | Democratico                            | 4 marzo 1917                           | 20 dicembre 1927                       | 1/2                                    | 70º Congresso                                                                                    |                                               |
| Vacante                                | Vacante                                | Vacante                                | Vacante                                | 20 dicembre 1927                       | 29 dicembre 1927                       | 1/2                                    |                                                                                                  |                                               |
| 3                                      |                                        | Bronson M. Cutting (1888-1935)         | Repubblicano                           | 29 dicembre 1927                       | 6 dicembre 1928                        | 1/2                                    | Nominato per continuare il mandato di Jones. Ritiratosi quando venne eletto un successore.       |                                               |
| 4                                      |                                        | Octaviano Larrazolo (1859-1930)        | Repubblicano                           | 7 dicembre 1928                        | 3 marzo 1929                           | 1/2                                    | Eletto per finire il mandato di Jones. Ritiratosi per motivi di salute.                          |                                               |
| 5                                      |                                        | Bronson M. Cutting (1888-1935)         | Repubblicano                           | 4 marzo 1929                           | 6 maggio 1935                          | Eletto nel 1928                        | 1                                                                                                | 71º Congresso                                 |
| 5                                      | 72º Congresso                          | Bronson M. Cutting (1888-1935)         | Repubblicano                           | 4 marzo 1929                           | 6 maggio 1935                          | Eletto nel 1928                        | 1                                                                                                |                                               |
| 5                                      | 73º Congresso                          | Bronson M. Cutting (1888-1935)         | Repubblicano                           | 4 marzo 1929                           | 6 maggio 1935                          | Eletto nel 1928                        | 1                                                                                                |                                               |
| 5                                      | Rieletto nel 1934 Deceduto             | Bronson M. Cutting (1888-1935)         | Repubblicano                           | 4 marzo 1929                           | 6 maggio 1935                          | 1/2                                    | 74º Congresso                                                                                    |                                               |
| Vacante                                | Vacante                                | Vacante                                | Vacante                                | 6 maggio 1935                          | 6 maggio 1935                          | 1/2                                    | 74º Congresso                                                                                    | Nominato per continuare il mandato di Cutting |
| 6                                      |                                        | Dennis Chavez (1888-1962)              | Democratico                            | 11 maggio 1935                         | 18 novembre 1962                       | 1/2                                    | 74º Congresso                                                                                    | Nominato per continuare il mandato di Cutting |
| 6                                      | 75ºCongresso                           | Dennis Chavez (1888-1962)              | Democratico                            | 11 maggio 1935                         | 18 novembre 1962                       | 1/2                                    |                                                                                                  | Nominato per continuare il mandato di Cutting |
| 6                                      | 76º Congresso                          | Dennis Chavez (1888-1962)              | Democratico                            | 11 maggio 1935                         | 18 novembre 1962                       | 1/2                                    |                                                                                                  | Nominato per continuare il mandato di Cutting |
| 6                                      | Rieletto nel 1940                      | Dennis Chavez (1888-1962)              | Democratico                            | 11 maggio 1935                         | 18 novembre 1962                       | 1                                      | 77º Congresso                                                                                    |                                               |
| 6                                      | Rieletto nel 1940                      | Dennis Chavez (1888-1962)              | Democratico                            | 11 maggio 1935                         | 18 novembre 1962                       | 1                                      | 78º Congresso                                                                                    |                                               |
| 6                                      | Rieletto nel 1940                      | Dennis Chavez (1888-1962)              | Democratico                            | 11 maggio 1935                         | 18 novembre 1962                       | 1                                      | 79º Congresso                                                                                    |                                               |
| 6                                      | Rieletto nel 1946                      | Dennis Chavez (1888-1962)              | Democratico                            | 11 maggio 1935                         | 18 novembre 1962                       | 2                                      | 80º Congresso                                                                                    |                                               |
| 6                                      | Rieletto nel 1946                      | Dennis Chavez (1888-1962)              | Democratico                            | 11 maggio 1935                         | 18 novembre 1962                       | 2                                      | 81º Congresso                                                                                    |                                               |
| 6                                      | Rieletto nel 1946                      | Dennis Chavez (1888-1962)              | Democratico                            | 11 maggio 1935                         | 18 novembre 1962                       | 2                                      | 82º Congresso                                                                                    |                                               |
| 6                                      | Rieletto nel 1952                      | Dennis Chavez (1888-1962)              | Democratico                            | 11 maggio 1935                         | 18 novembre 1962                       | 3                                      | 83º Congresso                                                                                    |                                               |
| 6                                      | Rieletto nel 1952                      | Dennis Chavez (1888-1962)              | Democratico                            | 11 maggio 1935                         | 18 novembre 1962                       | 3                                      | 84º Congresso                                                                                    |                                               |
| 6                                      | Rieletto nel 1952                      | Dennis Chavez (1888-1962)              | Democratico                            | 11 maggio 1935                         | 18 novembre 1962                       | 3                                      | 85º Congresso                                                                                    |                                               |
| 6                                      | Rieletto nel 1958 Deceduto             | Dennis Chavez (1888-1962)              | Democratico                            | 11 maggio 1935                         | 18 novembre 1962                       | 1/2                                    | 86º Congresso                                                                                    |                                               |
| 6                                      | Rieletto nel 1958 Deceduto             | Dennis Chavez (1888-1962)              | Democratico                            | 11 maggio 1935                         | 18 novembre 1962                       | 1/2                                    | 87º Congresso                                                                                    |                                               |
| Vacante                                | Vacante                                | Vacante                                |                                        | 18 novembre 1962                       | 30 novembre 1962                       | 1/2                                    |                                                                                                  |                                               |
| 7                                      |                                        | Edwin L. Mechem (1912-2002)            | Repubblicano                           | 30 novembre 1962                       | 3 novembre 1964                        | 1/2                                    | Autonominato per continuare il mandato di Chavex. Perse l'elezione per finire mandato di Chavez. |                                               |
| 8                                      |                                        | Joseph Montoya (1915-1978)             | Democratico                            | 4 novembre 1964                        | 3 gennaio 1977                         | 1/2                                    | Eletto per finire il mandato di Chavez.                                                          |                                               |
| 8                                      | 88º Congresso                          | Joseph Montoya (1915-1978)             | Democratico                            | 4 novembre 1964                        | 3 gennaio 1977                         | 1/2                                    | Eletto per finire il mandato di Chavez.                                                          |                                               |
| 8                                      | Rieletto nel 1964                      | Joseph Montoya (1915-1978)             | Democratico                            | 4 novembre 1964                        | 3 gennaio 1977                         | 1                                      | 89º Congresso                                                                                    |                                               |
| 8                                      | Rieletto nel 1964                      | Joseph Montoya (1915-1978)             | Democratico                            | 4 novembre 1964                        | 3 gennaio 1977                         | 1                                      | 90º Congresso                                                                                    |                                               |
| 8                                      | Rieletto nel 1964                      | Joseph Montoya (1915-1978)             | Democratico                            | 4 novembre 1964                        | 3 gennaio 1977                         | 1                                      | 91º Congresso                                                                                    |                                               |
| 8                                      | Rieletto nel 1970 Perse la rielezione. | Joseph Montoya (1915-1978)             | Democratico                            | 4 novembre 1964                        | 3 gennaio 1977                         | 1                                      | 92º Congresso                                                                                    |                                               |
| 8                                      | Rieletto nel 1970 Perse la rielezione. | Joseph Montoya (1915-1978)             | Democratico                            | 4 novembre 1964                        | 3 gennaio 1977                         | 1                                      | 93º Congresso                                                                                    |                                               |
| 8                                      | Rieletto nel 1970 Perse la rielezione. | Joseph Montoya (1915-1978)             | Democratico                            | 4 novembre 1964                        | 3 gennaio 1977                         | 1                                      | 94º Congresso                                                                                    |                                               |
| 9                                      |                                        | Harrison Schmitt (1935-)               | Repubblicano                           | 3 gennaio 1977                         | 3 gennaio 1983                         | Eletto nel 1976 Perse la rielezione.   | 1                                                                                                | 95º Congresso                                 |
| 9                                      | 96º Congresso                          | Harrison Schmitt (1935-)               | Repubblicano                           | 3 gennaio 1977                         | 3 gennaio 1983                         | Eletto nel 1976 Perse la rielezione.   | 1                                                                                                |                                               |
| 9                                      | 97º Congresso                          | Harrison Schmitt (1935-)               | Repubblicano                           | 3 gennaio 1977                         | 3 gennaio 1983                         | Eletto nel 1976 Perse la rielezione.   | 1                                                                                                |                                               |
| 10                                     |                                        | Jeff Bingaman (1943-)                  | Democratico                            | 3 gennaio 1983                         | 3 gennaio 2013                         | Eletto nel 1982                        | 1                                                                                                | 98º Congresso                                 |
| 10                                     | 99º Congresso                          | Jeff Bingaman (1943-)                  | Democratico                            | 3 gennaio 1983                         | 3 gennaio 2013                         | Eletto nel 1982                        | 1                                                                                                |                                               |
| 10                                     | 100º Congresso                         | Jeff Bingaman (1943-)                  | Democratico                            | 3 gennaio 1983                         | 3 gennaio 2013                         | Eletto nel 1982                        | 1                                                                                                |                                               |
| 10                                     | Rieletto nel 1988                      | Jeff Bingaman (1943-)                  | Democratico                            | 3 gennaio 1983                         | 3 gennaio 2013                         | 2                                      | 101º Congresso                                                                                   |                                               |
| 10                                     | Rieletto nel 1988                      | Jeff Bingaman (1943-)                  | Democratico                            | 3 gennaio 1983                         | 3 gennaio 2013                         | 2                                      | 102º Congresso                                                                                   |                                               |
| 10                                     | Rieletto nel 1988                      | Jeff Bingaman (1943-)                  | Democratico                            | 3 gennaio 1983                         | 3 gennaio 2013                         | 2                                      | 103º Congresso                                                                                   |                                               |
| 10                                     | Rieletto nel 1994                      | Jeff Bingaman (1943-)                  | Democratico                            | 3 gennaio 1983                         | 3 gennaio 2013                         | 3                                      | 104º Congresso                                                                                   |                                               |
| 10                                     | Rieletto nel 1994                      | Jeff Bingaman (1943-)                  | Democratico                            | 3 gennaio 1983                         | 3 gennaio 2013                         | 3                                      | 105º Congresso                                                                                   |                                               |
| 10                                     | Rieletto nel 1994                      | Jeff Bingaman (1943-)                  | Democratico                            | 3 gennaio 1983                         | 3 gennaio 2013                         | 3                                      | 106º Congresso                                                                                   |                                               |
| 10                                     | Rieletto nel 2000                      | Jeff Bingaman (1943-)                  | Democratico                            | 3 gennaio 1983                         | 3 gennaio 2013                         | 4                                      | 107º Congresso                                                                                   |                                               |
| 10                                     | Rieletto nel 2000                      | Jeff Bingaman (1943-)                  | Democratico                            | 3 gennaio 1983                         | 3 gennaio 2013                         | 4                                      | 108º Congresso                                                                                   |                                               |
| 10                                     | Rieletto nel 2000                      | Jeff Bingaman (1943-)                  | Democratico                            | 3 gennaio 1983                         | 3 gennaio 2013                         | 4                                      | 109º Congresso                                                                                   |                                               |
| 10                                     | Rieletto nel 2006 Ritiratosi.          | Jeff Bingaman (1943-)                  | Democratico                            | 3 gennaio 1983                         | 3 gennaio 2013                         | 5                                      | 110º Congresso                                                                                   |                                               |
| 10                                     | Rieletto nel 2006 Ritiratosi.          | Jeff Bingaman (1943-)                  | Democratico                            | 3 gennaio 1983                         | 3 gennaio 2013                         | 5                                      | 111º Congresso                                                                                   |                                               |
| 10                                     | Rieletto nel 2006 Ritiratosi.          | Jeff Bingaman (1943-)                  | Democratico                            | 3 gennaio 1983                         | 3 gennaio 2013                         | 5                                      | 112º Congresso                                                                                   |                                               |
| 11                                     |                                        | Martin Heinrich (1971-)                | Democratico                            | 3 gennaio 2013                         | in carica                              | Eletto nel 2012                        | 1                                                                                                | 113º Congresso                                |
| 11                                     | 114º Congresso                         | Martin Heinrich (1971-)                | Democratico                            | 3 gennaio 2013                         | in carica                              | Eletto nel 2012                        | 1                                                                                                |                                               |
| 11                                     | 115º Congresso                         | Martin Heinrich (1971-)                | Democratico                            | 3 gennaio 2013                         | in carica                              | Eletto nel 2012                        | 1                                                                                                |                                               |
| 11                                     | Rieletto nel 2018                      | Martin Heinrich (1971-)                | Democratico                            | 3 gennaio 2013                         | in carica                              | 2                                      | 116º Congresso                                                                                   |                                               |
| 11                                     | Rieletto nel 2018                      | Martin Heinrich (1971-)                | Democratico                            | 3 gennaio 2013                         | in carica                              | 2                                      | 117º Congresso                                                                                   |                                               |
| 11                                     | Rieletto nel 2018                      | Martin Heinrich (1971-)                | Democratico                            | 3 gennaio 2013                         | in carica                              | 2                                      | 118º Congresso                                                                                   |                                               |
| Da determinarsi nell'elezione del 2024 | Da determinarsi nell'elezione del 2024 | Da determinarsi nell'elezione del 2024 | Da determinarsi nell'elezione del 2024 | Da determinarsi nell'elezione del 2024 | Da determinarsi nell'elezione del 2024 | Da determinarsi nell'elezione del 2024 | Da determinarsi nell'elezione del 2024                                                           | 119ºCongresso                                 |
| Da determinarsi nell'elezione del 2024 | Da determinarsi nell'elezione del 2024 | Da determinarsi nell'elezione del 2024 | Da determinarsi nell'elezione del 2024 | Da determinarsi nell'elezione del 2024 | Da determinarsi nell'elezione del 2024 | Da determinarsi nell'elezione del 2024 | Da determinarsi nell'elezione del 2024                                                           | 120º Congresso                                |
| Da determinarsi nell'elezione del 2024 | Da determinarsi nell'elezione del 2024 | Da determinarsi nell'elezione del 2024 | Da determinarsi nell'elezione del 2024 | Da determinarsi nell'elezione del 2024 | Da determinarsi nell'elezione del 2024 | Da determinarsi nell'elezione del 2024 | Da determinarsi nell'elezione del 2024                                                           | 121º Congresso                                |

### Classe 2
Partiti politici: 

  Democratico
  Repubblicano
| N.                                      | Foto                                                                                  | Senatore                                | Partito                                 | Carica                                  | Carica                                  | Storia elettorale                       | Term                                                                                                  | Congresso      |
| N.                                      | Foto                                                                                  | Senatore                                | Partito                                 | Inizio                                  | Termine                                 | Storia elettorale                       | Term                                                                                                  | Congresso      |
| --------------------------------------- | ------------------------------------------------------------------------------------- | --------------------------------------- | --------------------------------------- | --------------------------------------- | --------------------------------------- | --------------------------------------- | --- | -------------- |
| 1                                       |                                                                                       | Albert B. Fall (1861-1944)              | Repubblicano                            | 27 marzo 1912                           | 3 marzo 1921                            | Eletto nel 1912 Ritiratosi              | 1 | 62º Congresso  |
| 1                                       | Rieletto nel 1913                                                                     | Albert B. Fall (1861-1944)              | Repubblicano                            | 27 marzo 1912                           | 3 marzo 1921                            | 2                                       | 63º Congresso                                                                                         |                |
| 1                                       | Rieletto nel 1913                                                                     | Albert B. Fall (1861-1944)              | Repubblicano                            | 27 marzo 1912                           | 3 marzo 1921                            | 2                                       | 64º Congresso                                                                                         |                |
| 1                                       | Rieletto nel 1913                                                                     | Albert B. Fall (1861-1944)              | Repubblicano                            | 27 marzo 1912                           | 3 marzo 1921                            | 2                                       | 65º Congresso                                                                                         |                |
| 1                                       | Rieletto nel 1918 Rassegnò le dimissioni per diventare Segretario degli Interni       | Albert B. Fall (1861-1944)              | Repubblicano                            | 27 marzo 1912                           | 3 marzo 1921                            | 1/2                                     | 66º Congresso                                                                                         |                |
| Vacante                                 | Vacante                                                                               | Vacante                                 |                                         | 4 marzo 1921                            | 11 marzo 1921                           | 1/2                                     | | 67º Congresso  |
| 2                                       |                                                                                       | Holm O. Bursum (1867-1953)              | Repubblicano                            | 11 marzo 1921                           | 3 marzo 1925                            | 1/2                                     | Nominato per continuare il mandato di Fall. Eletto per finire il mandato di Fall. Perse la rielezione | 67º Congresso  |
| 2                                       | 68º Congresso                                                                         | Holm O. Bursum (1867-1953)              | Repubblicano                            | 11 marzo 1921                           | 3 marzo 1925                            | 1/2                                     | Nominato per continuare il mandato di Fall. Eletto per finire il mandato di Fall. Perse la rielezione |                |
| 3                                       |                                                                                       | Sam G. Bratton (1888-1963)              | Democratico                             | 4 marzo 1925                            | 24 giugno 1933                          | Eletto nel 1924                         | 1 | 69º Congresso  |
| 3                                       | 70º Congresso                                                                         | Sam G. Bratton (1888-1963)              | Democratico                             | 4 marzo 1925                            | 24 giugno 1933                          | Eletto nel 1924                         | 1 |                |
| 3                                       | 71º Congresso                                                                         | Sam G. Bratton (1888-1963)              | Democratico                             | 4 marzo 1925                            | 24 giugno 1933                          | Eletto nel 1924                         | 1 |                |
| 3                                       | Rieletto nel 1930 Rassegnò le dimissioni per diventare giudice della Corte di Appello | Sam G. Bratton (1888-1963)              | Democratico                             | 4 marzo 1925                            | 24 giugno 1933                          | 1/2                                     | 72º Congresso                                                                                         |                |
| 3                                       | Rieletto nel 1930 Rassegnò le dimissioni per diventare giudice della Corte di Appello | Sam G. Bratton (1888-1963)              | Democratico                             | 4 marzo 1925                            | 24 giugno 1933                          | 1/2                                     | 73º Congresso                                                                                         |                |
| Vacante                                 | Vacante                                                                               | Vacante                                 |                                         | 24 giugno 1933                          | 10 ottobre 1933                         | 1/2                                     | |                |
| 4                                       |                                                                                       | Carl Hatch (1889-1963)                  | Democratico                             | 10 ottobre 1933                         | 3 gennaio 1949                          | 1/2                                     | Nominato per continuare il mandato di Bratton. Eletto per finire il mandato di Bratton.               |                |
| 4                                       | 74º Congresso                                                                         | Carl Hatch (1889-1963)                  | Democratico                             | 10 ottobre 1933                         | 3 gennaio 1949                          | 1/2                                     | Nominato per continuare il mandato di Bratton. Eletto per finire il mandato di Bratton.               |                |
| 4                                       | Rieletto nel 1936                                                                     | Carl Hatch (1889-1963)                  | Democratico                             | 10 ottobre 1933                         | 3 gennaio 1949                          | 1                                       | 75º Congresso                                                                                         |                |
| 4                                       | Rieletto nel 1936                                                                     | Carl Hatch (1889-1963)                  | Democratico                             | 10 ottobre 1933                         | 3 gennaio 1949                          | 1                                       | 76º Congresso                                                                                         |                |
| 4                                       | Rieletto nel 1936                                                                     | Carl Hatch (1889-1963)                  | Democratico                             | 10 ottobre 1933                         | 3 gennaio 1949                          | 1                                       | 77º Congresso                                                                                         |                |
| 4                                       | Rieletto nel 1942 Ritiratosi.                                                         | Carl Hatch (1889-1963)                  | Democratico                             | 10 ottobre 1933                         | 3 gennaio 1949                          | 2                                       | 78º Congresso                                                                                         |                |
| 4                                       | Rieletto nel 1942 Ritiratosi.                                                         | Carl Hatch (1889-1963)                  | Democratico                             | 10 ottobre 1933                         | 3 gennaio 1949                          | 2                                       | 79º Congresso                                                                                         |                |
| 4                                       | Rieletto nel 1942 Ritiratosi.                                                         | Carl Hatch (1889-1963)                  | Democratico                             | 10 ottobre 1933                         | 3 gennaio 1949                          | 2                                       | 80º Congresso                                                                                         |                |
| 5                                       |                                                                                       | Clinton P. Anderson (1895-1975)         | Democratico                             | 3 gennaio 1949                          | 3 gennaio 1973                          | Eletto nel 1948                         | 1 | 81º Congresso  |
| 5                                       | 82º Congresso                                                                         | Clinton P. Anderson (1895-1975)         | Democratico                             | 3 gennaio 1949                          | 3 gennaio 1973                          | Eletto nel 1948                         | 1 |                |
| 5                                       | 83º Congresso                                                                         | Clinton P. Anderson (1895-1975)         | Democratico                             | 3 gennaio 1949                          | 3 gennaio 1973                          | Eletto nel 1948                         | 1 |                |
| 5                                       | Rieletto nel 1954                                                                     | Clinton P. Anderson (1895-1975)         | Democratico                             | 3 gennaio 1949                          | 3 gennaio 1973                          | 2                                       | 84º Congresso                                                                                         |                |
| 5                                       | Rieletto nel 1954                                                                     | Clinton P. Anderson (1895-1975)         | Democratico                             | 3 gennaio 1949                          | 3 gennaio 1973                          | 2                                       | 85º Congresso                                                                                         |                |
| 5                                       | Rieletto nel 1954                                                                     | Clinton P. Anderson (1895-1975)         | Democratico                             | 3 gennaio 1949                          | 3 gennaio 1973                          | 2                                       | 86º Congresso                                                                                         |                |
| 5                                       | Rieletto nel 1960                                                                     | Clinton P. Anderson (1895-1975)         | Democratico                             | 3 gennaio 1949                          | 3 gennaio 1973                          | 3                                       | 87º Congresso                                                                                         |                |
| 5                                       | Rieletto nel 1960                                                                     | Clinton P. Anderson (1895-1975)         | Democratico                             | 3 gennaio 1949                          | 3 gennaio 1973                          | 3                                       | 88º Congresso                                                                                         |                |
| 5                                       | Rieletto nel 1960                                                                     | Clinton P. Anderson (1895-1975)         | Democratico                             | 3 gennaio 1949                          | 3 gennaio 1973                          | 3                                       | 89º Congresso                                                                                         |                |
| 5                                       | Rieletto nel 1966 Ritiratosi.                                                         | Clinton P. Anderson (1895-1975)         | Democratico                             | 3 gennaio 1949                          | 3 gennaio 1973                          | 4                                       | 90º Congresso                                                                                         |                |
| 5                                       | Rieletto nel 1966 Ritiratosi.                                                         | Clinton P. Anderson (1895-1975)         | Democratico                             | 3 gennaio 1949                          | 3 gennaio 1973                          | 4                                       | 91º Congresso                                                                                         |                |
| 5                                       | Rieletto nel 1966 Ritiratosi.                                                         | Clinton P. Anderson (1895-1975)         | Democratico                             | 3 gennaio 1949                          | 3 gennaio 1973                          | 4                                       | 92º Congresso                                                                                         |                |
| 6                                       |                                                                                       | Pete Domenici (1932-)                   | Repubblicano                            | 3 gennaio 1973                          | 3 gennaio 2009                          | Eletto nel 1972                         | 1 | 93º Congresso  |
| 6                                       | 94º Congresso                                                                         | Pete Domenici (1932-)                   | Repubblicano                            | 3 gennaio 1973                          | 3 gennaio 2009                          | Eletto nel 1972                         | 1 |                |
| 6                                       | 95º Congresso                                                                         | Pete Domenici (1932-)                   | Repubblicano                            | 3 gennaio 1973                          | 3 gennaio 2009                          | Eletto nel 1972                         | 1 |                |
| 6                                       | Rieletto nel 1978                                                                     | Pete Domenici (1932-)                   | Repubblicano                            | 3 gennaio 1973                          | 3 gennaio 2009                          | 2                                       | 96º Congresso                                                                                         |                |
| 6                                       | Rieletto nel 1978                                                                     | Pete Domenici (1932-)                   | Repubblicano                            | 3 gennaio 1973                          | 3 gennaio 2009                          | 2                                       | 97º Congresso                                                                                         |                |
| 6                                       | Rieletto nel 1978                                                                     | Pete Domenici (1932-)                   | Repubblicano                            | 3 gennaio 1973                          | 3 gennaio 2009                          | 2                                       | 98º Congresso                                                                                         |                |
| 6                                       | Rieletto nel 1984                                                                     | Pete Domenici (1932-)                   | Repubblicano                            | 3 gennaio 1973                          | 3 gennaio 2009                          | 3                                       | 99º Congresso                                                                                         |                |
| 6                                       | Rieletto nel 1984                                                                     | Pete Domenici (1932-)                   | Repubblicano                            | 3 gennaio 1973                          | 3 gennaio 2009                          | 3                                       | 100º Congresso                                                                                        |                |
| 6                                       | Rieletto nel 1984                                                                     | Pete Domenici (1932-)                   | Repubblicano                            | 3 gennaio 1973                          | 3 gennaio 2009                          | 3                                       | 101º Congresso                                                                                        |                |
| 6                                       | Rieletto nel 1990                                                                     | Pete Domenici (1932-)                   | Repubblicano                            | 3 gennaio 1973                          | 3 gennaio 2009                          | 4                                       | 102º Congresso                                                                                        |                |
| 6                                       | Rieletto nel 1990                                                                     | Pete Domenici (1932-)                   | Repubblicano                            | 3 gennaio 1973                          | 3 gennaio 2009                          | 4                                       | 103º Congresso                                                                                        |                |
| 6                                       | Rieletto nel 1990                                                                     | Pete Domenici (1932-)                   | Repubblicano                            | 3 gennaio 1973                          | 3 gennaio 2009                          | 4                                       | 104º Congresso                                                                                        |                |
| 6                                       | Rieletto nel 1996                                                                     | Pete Domenici (1932-)                   | Repubblicano                            | 3 gennaio 1973                          | 3 gennaio 2009                          | 5                                       | 105º Congresso                                                                                        |                |
| 6                                       | Rieletto nel 1996                                                                     | Pete Domenici (1932-)                   | Repubblicano                            | 3 gennaio 1973                          | 3 gennaio 2009                          | 5                                       | 106º Congresso                                                                                        |                |
| 6                                       | Rieletto nel 1996                                                                     | Pete Domenici (1932-)                   | Repubblicano                            | 3 gennaio 1973                          | 3 gennaio 2009                          | 5                                       | 107º Congresso                                                                                        |                |
| 6                                       | Rieletto nel 2002 Ritiratosi.                                                         | Pete Domenici (1932-)                   | Repubblicano                            | 3 gennaio 1973                          | 3 gennaio 2009                          | 6                                       | 108º Congresso                                                                                        |                |
| 6                                       | Rieletto nel 2002 Ritiratosi.                                                         | Pete Domenici (1932-)                   | Repubblicano                            | 3 gennaio 1973                          | 3 gennaio 2009                          | 6                                       | 109º Congresso                                                                                        |                |
| 6                                       | Rieletto nel 2002 Ritiratosi.                                                         | Pete Domenici (1932-)                   | Repubblicano                            | 3 gennaio 1973                          | 3 gennaio 2009                          | 6                                       | 110º Congresso                                                                                        |                |
| 7                                       |                                                                                       | Tom Udall (1948-)                       | Democratico                             | 3 gennaio 2009                          | 3 gennaio 2021                          | Eletto nel 2008                         | 1 | 111º Congresso |
| 7                                       | 112º Congresso                                                                        | Tom Udall (1948-)                       | Democratico                             | 3 gennaio 2009                          | 3 gennaio 2021                          | Eletto nel 2008                         | 1 |                |
| 7                                       | 113º Congresso                                                                        | Tom Udall (1948-)                       | Democratico                             | 3 gennaio 2009                          | 3 gennaio 2021                          | Eletto nel 2008                         | 1 |                |
| 7                                       | Rieletto nel 2014                                                                     | Tom Udall (1948-)                       | Democratico                             | 3 gennaio 2009                          | 3 gennaio 2021                          | 2                                       | 114º Congresso                                                                                        |                |
| 7                                       | Rieletto nel 2014                                                                     | Tom Udall (1948-)                       | Democratico                             | 3 gennaio 2009                          | 3 gennaio 2021                          | 2                                       | 115º Congresso                                                                                        |                |
| 7                                       | Rieletto nel 2014                                                                     | Tom Udall (1948-)                       | Democratico                             | 3 gennaio 2009                          | 3 gennaio 2021                          | 2                                       | 116º Congresso                                                                                        |                |
| 8                                       |                                                                                       | Ben Ray Lujàn (1972-)                   | Democratico                             | 3 gennaio 2021                          | in carica                               | Eletto nel 2020                         | 1 | 117º Congresso |
| 8                                       | 118º Congresso                                                                        | Ben Ray Lujàn (1972-)                   | Democratico                             | 3 gennaio 2021                          | in carica                               | Eletto nel 2020                         | 1 |                |
| 8                                       | 119º Congresso                                                                        | Ben Ray Lujàn (1972-)                   | Democratico                             | 3 gennaio 2021                          | in carica                               | Eletto nel 2020                         | 1 |                |
| Da determinarsi con l'elezioni del 2026 | Da determinarsi con l'elezioni del 2026                                               | Da determinarsi con l'elezioni del 2026 | Da determinarsi con l'elezioni del 2026 | Da determinarsi con l'elezioni del 2026 | Da determinarsi con l'elezioni del 2026 | Da determinarsi con l'elezioni del 2026 | Da determinarsi con l'elezioni del 2026                                                               | 120º congresso |
| Da determinarsi con l'elezioni del 2026 | Da determinarsi con l'elezioni del 2026                                               | Da determinarsi con l'elezioni del 2026 | Da determinarsi con l'elezioni del 2026 | Da determinarsi con l'elezioni del 2026 | Da determinarsi con l'elezioni del 2026 | Da determinarsi con l'elezioni del 2026 | Da determinarsi con l'elezioni del 2026                                                               | 121º Congresso |
| Da determinarsi con l'elezioni del 2026 | Da determinarsi con l'elezioni del 2026                                               | Da determinarsi con l'elezioni del 2026 | Da determinarsi con l'elezioni del 2026 | Da determinarsi con l'elezioni del 2026 | Da determinarsi con l'elezioni del 2026 | Da determinarsi con l'elezioni del 2026 | Da determinarsi con l'elezioni del 2026                                                               | 122°Congeesso  |